# Каша
Ка̀ша в кулинарията може да бъде:
- ястие което се състои от гъста смес от сварени в гореща вода или мляко зърнено‑житни култури, фино смлени (брашно), едро смели или натрошени. Често в кашата може да има месо, гъби, сирене, извара, нарязани или цели зеленчуци. Кашата може да бъде пасирана до еднородна смес;
- пасирани, стрити или сварени плодове, зеленчуци и под., пюре.[1][2]

Кашата е една от най-полезните и важни храни в диетата на детето през първата година от живота му.
Смлените зърнени храни се храносмилат по-бързо и съдържат само леки въглехидрати, което бързо води до чувство на глад и приемане на допълнителни калории. В детската възраст това е оправдано, но при възрасните може да доведе до напълняване.
Характерна каша за българската кухня е качамака.